# یانگ‌وانگ یو۷
یانگ‌وانگ یو۷ (انگلیسی: Yangwang U7) یک سدان لوکس فول‌سایز است که توسط شرکت خودروسازی بی‌وای‌دی تحت برند یانگ‌وانگ تولید می‌شود. این خودرو با گزینه‌های قوای محرکه هیبریدی شارژی و تمام برقی عرضه خواهد شد.

## مرور کلی
یانگ‌وانگ یو۷ در نمایشگاه خودروی چین در سال ۲۰۲۴ رونمایی شد. پیش‌فروش این خودرو از نوامبر ۲۰۲۴ در نمایشگاه بین‌المللی خودروی گوانگ‌ژوو آغاز شد. در مارس ۲۰۲۵، یانگ‌وانگ یو۷ در چین به بازار عرضه شد. تحویل خودروها از ژوئن ۲۰۲۵ آغاز گردید.

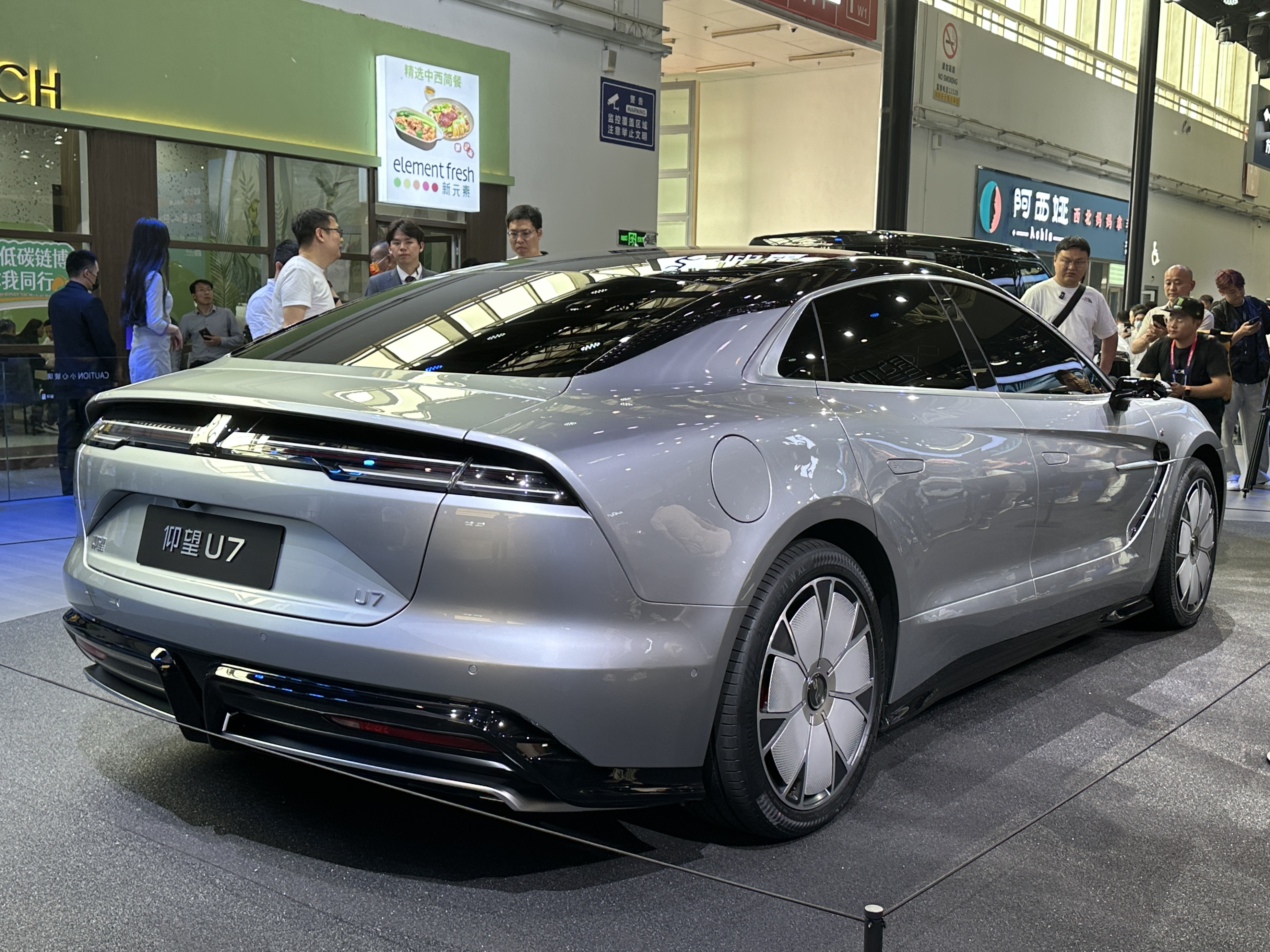
نمای پشتی

## مشخصات فنی
خودروی یو۷ به سیستم محرکه مستقل چهارچرخ (IWD) موسوم به «e4»  شرکت خودروسازی بی‌وای‌دی مجهز است که شامل فرمان‌پذیری چهارچرخ و چهار موتور الکتریکی می‌باشد. هر موتور دارای توان حداکثر ۳۲۱ اسب بخار (۲۳۹ کیلووات؛ ۳۲۵ اسب بخار) است که در مجموع توان خروجی این خودرو را به ۱٬۲۸۷ اسب بخار (۹۶۰ کیلووات؛ ۱٬۳۰۵ اسب بخار) و گشتاور آن را به ۱٬۶۸۰ نیوتن‌متر (۱٬۲۳۹ پوند-فوت) می‌رساند. سیستم فرمان‌پذیری چرخ‌های عقب تا ۲۰ درجه امکان‌پذیر است که شعاع گردش خودرو را به ۴٫۸۵ متر (۱۵٫۹ فوت) کاهش می‌دهد.
ضریب پسار این خودرو ۰٫۱۹۵ Cd بوده و حداکثر سرعت آن به ۲۷۰ کیلومتر بر ساعت (۱۶۸ مایل بر ساعت) می‌رسد.
یو۷ همچنین به سامانه تعلیق فعال دی‌سوس-زد (چینی: 云辇-Z) شرکت بی‌وای‌دی مجهز است. این سیستم با سرعت پاسخ‌گویی ۱۰ میلی‌ثانیه، دارای مکانیزم بازیابی انرژی است که می‌تواند از طریق موتور تعلیق، باتری را شارژ کند.
داشبورد خودرو شامل نمایشگر دیجیتال ۲۳٫۶ اینچی برای پنل ابزار، نمایشگر واقعیت افزوده، نمایشگر خمیده OLED لمسی ۱۲٫۸ اینچی برای سیستم اطلاعات و سرگرمی، و یک نمایشگر اطلاعات ۶ اینچی برای سرنشین جلو است؛ همگی بر پایه سیستم دی‌لینک 150 و چیپ دی‌لینک با فناوری ساخت ۵ نانومتری اجرا می‌شوند. سرنشینان عقب نیز به نمایشگرهای سرگرمی ۱۲٫۸ اینچی و پنل کنترل جداگانه دسترسی دارند. صندلی‌های جلو دارای گرم‌کن، تهویه، ماساژور و قابلیت تنظیم برقی در ۲۰ جهت هستند.
یو۷  همچنین به سیستم کمک‌رانندگی هوشمند پیشرفته «چشم خدا A» شرکت بی‌وای‌دی مجهز است که بخشی از سیستم دی‌پایلوت 700 محسوب می‌شود. این سامانه دارای ۳ واحد لیدار) شرکت روبوسِنس، پنج رادار موج میلی‌متری، ۱۳ دوربین و دو چیپ اِنویدیا اورین ایکس با توان پردازشی مجموع ۵۰۸ TOPS می‌باشد.
نسخه هیبریدی شارژی یو۷ به موتور ۲٫۰ لیتری چهار سیلندر تخت توربوشارژ ساخت بی‌وای‌دی مجهز است. این نوع پیکربندی برای کاهش مرکز ثقل نسبت به موتورهای خطی انتخاب شده است. شتاب صفر تا صد آن ۲٫۹ ثانیه و در صورت کاهش شارژ باتری، ۴٫۱ ثانیه است. برد ترکیبی خودرو ۱٬۰۰۰ کیلومتر (۶۲۰ مایل) و برد تمام برقی بر اساس استاندارد CLTC برابر با ۲۰۰ کیلومتر (۱۲۴ مایل) است.
نسخه تمام برقی (EV) یو۷ از باتری تیغه‌ای شرکت بی‌وای‌دی با ظرفیت ۱۳۵٫۵ کیلووات‌ساعت بهره می‌برد که برد خالص الکتریکی آن بر اساس استاندارد CLTC معادل ۷۲۰ کیلومتر (۴۴۷ مایل) است. این باتری به دلیل ظرفیت بالا و شیمی سلولی لیتیم آهن فسفات، وزنی معادل ۹۰۳ کیلوگرم (۱٬۹۹۱ پوند) دارد که در مجموع باعث می‌شود وزن خالص خودرو به ۳٬۰۹۵ کیلوگرم (۶٬۸۲۳ پوند) برسد.